# Wollemia
Wollemia er en planteslægt, som kun indeholder arten Wollemia nobilis.
Navnet stammer fra "Wollemi National Park" i New South Wales i Australien hvor planteslægten blev først opdaget, i 1994.
Slægten er placeret i Abeskræk-familien efter sammenligning med både nulevende og fossile arter i denne familie. Der findes mange fossiler som ligner og måske er beslægtede arter. Disse fossiler er hidtil kun fundet i Australien, New Zealand og på Antarktis, men Wollemia nobilis er den eneste kendte nulevende art i slægten. 
- Wikimedia Commons har flere filer relateret til Wollemia

| Træ | Spire Denne artikel om træer er en spire som bør udbygges. Du er velkommen til at hjælpe Wikipedia ved at udvide den. |